# Catch 22 (banda)
Catch 22 é uma banda de ska punk estadunidense de East Brunswick, em Nova Jérsei.
Foi fundada pelo guitarrista Tomas Kalnoky e pelo baterista Chris Greer que recrutaram, o trumpetista e vocalista Kevin Gunther, o baixista Josh Ansley, o saxofonista e backing vocal Ryan Eldred, e o trombonista Jamie Egan.

## Membros

### Atuais
- Pat Calpin - guitarra, baixo, backing vocals
- Ryan Eldred - saxofone tenor/backing vocal/compositor
- Chris Greer - bateria
- Kevin Gunther - trumpete, vocal
- Pat "Mingus" Kays - baixo
- Ian McKenzie - trombone
- Dave Solomon - trombone, backing vocals

### Ex-integrantes
- Tomas Kalnoky - vocal, compositor, guitarra (1996-1998)
- Jeff Davidson - vocal (1998-2001)
- Jason Scharenguivel - baixo, backing vocals (1996-1997)
- Josh Ansley - baixo, backing vocals (1996-1998)
- James Egan - trombone, flauta, backing vocals (1996-1999)
- Mike Soprano - trombone, backing vocals (1999-2001)
- Ian McKenzie - trombone, backing vocals (2001-2014)

## Discografia

### Álbuns
- Permanent Revolution (album)(2006)
- Dinosaur Sounds (2003)
- Washed Up and Through the Ringer (2001)
- Alone in a Crowd (2000)
- Keasbey Nights (1998)

### Ao vivo
- Live (Catch 22 album) (2004)

### EPs
- Washed Up! (1999)
- Rules of the Game (EP) (1996)

### Singles
- Party Song (2006)[1][5]